# Desviación de poder
Se llama desviación de poder a un vicio del acto administrativo que consiste en el ejercicio por un órgano de la Administración Pública de sus potestades públicas para fines u objetivos distintos de los que sirvieron de supuesto para otorgarle esa potestad, pero amparándose en la legalidad formal del acto.
Cuando la desviación de poder es de considerable trascendencia por la gravedad de sus consecuencias, por el desacierto en las formas en que se produce o por la ilícita motivación personal del titular del órgano que la comete, puede dar lugar a la comisión de un delito de prevaricación de dicho titular del órgano administrativo que incurre en ella. De acuerdo con la legislación de España, el acto que incurra en desviación de poder será anulable (art. 48 LPA 39/15). Si se trata de una disposición administrativa (Real Decreto, Orden Ministerial, etc), será nula de pleno derecho (art. 47.2 LPA 39/15).